# Course en ligne féminine des juniors aux championnats du monde de cyclisme sur route 2000
Navigation
1999 2001
La course en ligne féminine des juniors des championnats du monde de cyclisme sur route 2000 a lieu le 13 octobre 2000 autour de Plouay, en France. Elle est remportée par la Britannique Nicole Cooke.

## Classement
|                           | Coureur | Pays  |    | Temps   |
| ------------------------- | ------- | ----- | -- | ------- |
| Médaille d'or, monde      | [[]]    | {{}}  | en | h min s |
| Médaille d'argent, monde  | [[]]    | {{ }} | +  | s       |
| Médaille de bronze, monde | [[]]    | {{ }} | +  | s       |